# Brandon Weeden
Brandon Kyle Weeden (Oklahoma City, 14 ottobre 1983) è un ex giocatore di baseball e giocatore di football americano statunitense che ha militato nel ruolo di quarterback nella National Football League (NFL). Fu scelto come 22º assoluto nel corso del primo giro del Draft NFL 2012 dai Cleveland Browns. Al college è stato il quarterback titolare degli Oklahoma State Cowboys dal 2010 al 2011, dove ha superato diversi record dell'istituto.

## Carriera professionistica nel baseball
Nel ruolo di pitcher, Weeden fu scelto nel secondo giro del Draft 2002 della Major League Baseball dai New York Yankees come loro prima scelta nel draft. Dopo la stagione 2003, Weeden fu scambiato coi Los Angeles Dodgers con Jeff Weaver e Yhency Brazoban in cambio di Kevin Brown. Dopo la stagione 2005, fu selezionato nel Rule 5 Draft dai Kansas City Royals. Weeden giocò la sua ultima stagione nel baseball professionistico nel 2006 nei High Desert Mavericks della Class-A nella California League. Gli infortuni e un'alta media PGL portarono Weeden a lasciare il baseball.

## Carriera universitaria nel football

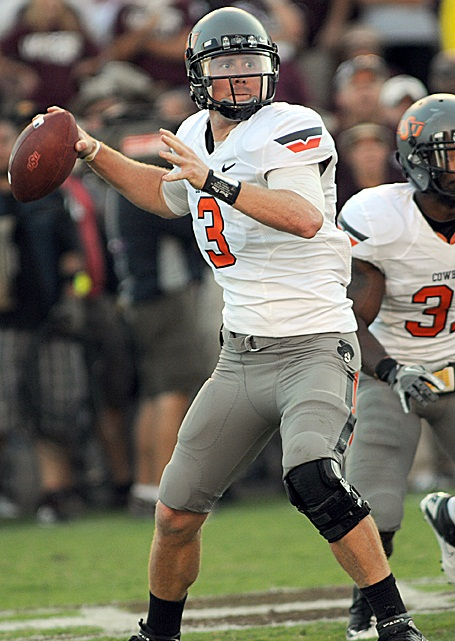
Brandon Weeden nel 2010 coi Cowboys.

Weeden si iscrisse alla Oklahoma State University nel 2007 e dopo un anno da redshirt iniziò ad apparire in campo nella squadra di football, i Cowboys, nel 2008 in una gara contro Missouri State.
Nel 2009 Weeden giocò tre partite, compresa una in assenza dell'infortunato Zac Robinson il 19 novembre. Alex Cate partì come titolare nella partita ma Weeden lo sostituì dopo il primo tempo e guidò i Cowboys alla vittoria rimontando 11 punti, terminando con un punteggio di 31-28 su Colorado, in una gara trasmessa in diretta nazionale.
Nel 2010 Weeden fu nominato titolare dei Cowboys. Nella settimana 2, Weeden soffrì un grave infortunio ad un pollice, che gli fece commettere due fumble e due intercetti nella vittoria su Troy. Weeden disse: "Pollice infortunato... nessun pollice... non importa, non conta. Non mi interessa se non ho un pollice. Devo prendere gli snap." Nella partita successiva, una settimana dopo, lanciò ben 6 touchdown. Fu nominato miglior giocatore offensivo della Big-12 della settimana nella vittoria su Tulsa.
Nel 2011, la sua stagione da senior, Weeden guidò Oklahoma State ad una stagione regolare con un record di 11-1, classificandosi al numero 3 nella classifica BCS e venendo selezionato per il BCS Tostitos Fiesta Bowl 2012. Egli superò i record universitari per passaggi tentati, completati, yard guadagnate e touchdown (tutti allora detenuti da Mike Gundy). In 12 gare, Weeden completò 379 passaggi su 522 tentativi per 4 328 yard.
Nel Fiesta Bowl 2012, l'ultima sua partita in carriera nel football universitario, Brandon Weeden lanciò per 399 yard, completando 29 passaggi su 42 con 4 touchdown (di cui uno con una corsa) ed un intercetto nella vittoria 41-38 sugli Stanford Cardinal di Andrew Luck.

## Carriera professionistica nel football

### Draft NFL 2012
Dopo la carriera nel football universitario, Weeden si dichiarò eleggibile per il Draft NFL 2012 e, nonostante i suoi ventotto anni fossero un'età nettamente sopra la media delle altre future matricole, egli fu classificato tra i migliori quarterback disponibili. Alla fine, Weeden fu scelto nel primo giro come 22º assoluto dai Cleveland Browns, davanti a future stelle nel suo ruolo come Russell Wilson, Nick Foles e Kirk Cousins. Nel training camp si giocó il posto da titolare con Colt McCoy.

### Cleveland Browns

#### 2012

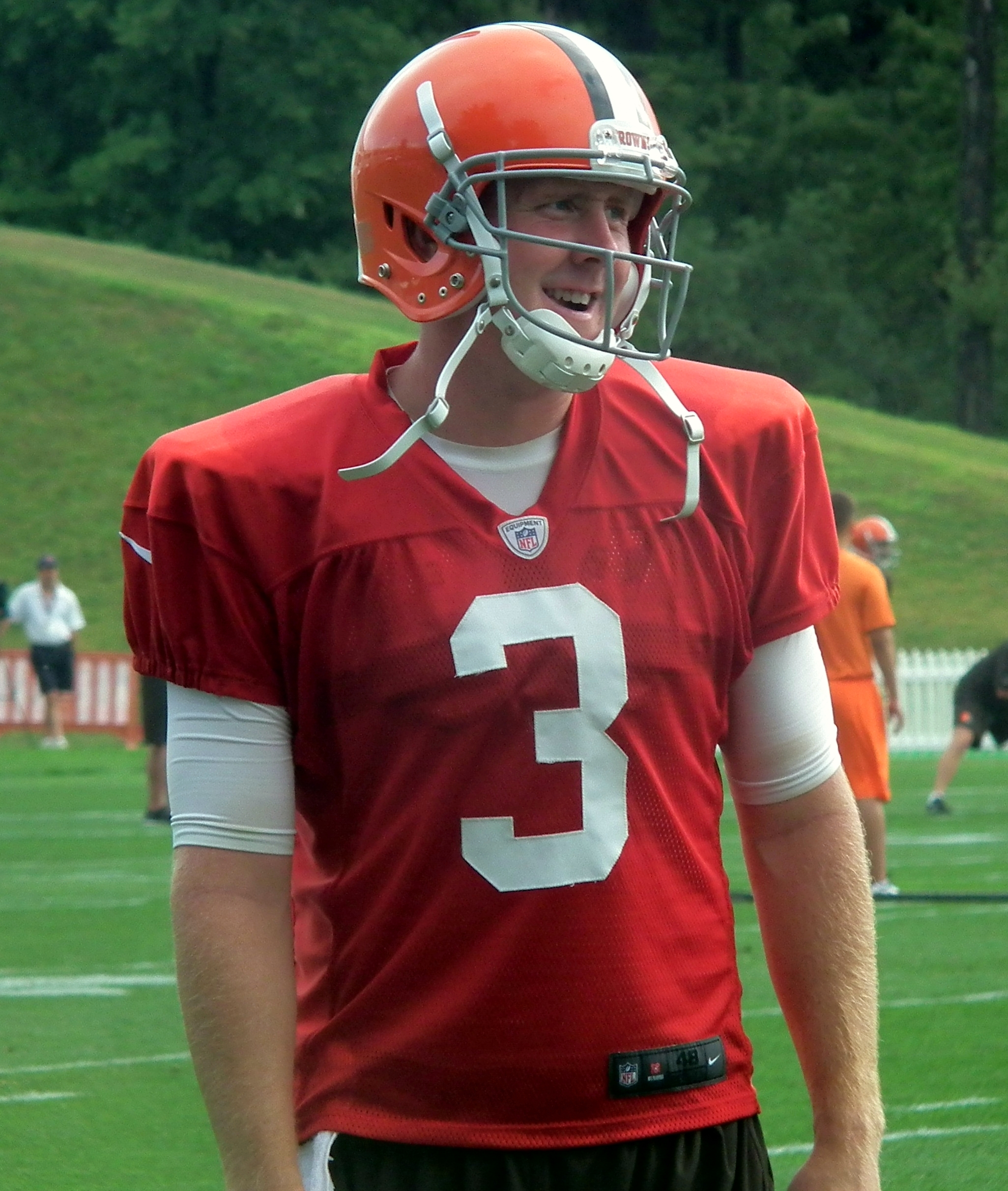
Weeden nel 2012

Il 24 luglio 2012, il giocatore e i Browns giunsero a un accordo per la firma del contratto. Il 6 agosto, l'allenatore della franchigia Pat Shurmur annunciò che Weeden sarebbe stato il quarterback titolare della franchigia per la stagione 2012.
Il debutto professionistico si rivelò da incubo per Weeden: nella sconfitta 17-16 coi Philadelphia Eagles, Brandon completò 12 passaggi su 35 tentativi subendo ben quattro intercetti per un misero passer rating di 5,2. Nel turno successivo i Browns furono di nuovo sconfitti, dai Cincinnati Bengals, ma Weeden giocò un'ottima partita completando 26 passaggi su 37, stabilendo il record di franchigia per un rookie dei Browns con 322 yard passate e 2 touchdown.
Nella settimana 3 i Browns furono nuovamente sconfitti dai Buffalo Bills: Weeden passò per 237 yard con un touchdown e due intercetti subiti. Nel Thursday Night Football della settimana 4 i Browns persero contro i loro rivali di division, i Baltimore Ravens: Weeden passò per 320 yard ma subì un intercetto cruciale nel terzo periodo che cambiò la direzione della partita in favore dei Ravens.
Nel turno successivo i Browns persero la loro quinta partita su cinque da inizio stagione, per la prima volta dal ritorno della franchigia nella NFL nel 1999: contro i Giants il quarterback passò per 291 yard con due touchdown e due intercetti. Nella settimana 6, finalmente i Browns vinsero la prima gara della stagione contro i Cincinnati Bengals: Weeden passò 231 yard con due touchdown e un intercetto.
La squadra tornò a perdere nella gara successiva contro gli Indianapolis Colts: Weeden passò 264 yard con due touchdown, per la prima volta senza subire intercetti. I Browns vinsero la seconda gara stagionale nella settimana 8 contro i San Diego Chargers con Weeden che passò 129 yard, senza touchdown né intercetti. Nella settimana 9 i Browns persero coi Ravens col quarterback che lanciò 176 yard subendo due intercetti. Dopo la settimana di pausa Cleveland mise in serie difficoltà i Dallas Cowboys ma finì per perdere ai supplementari. Il rookie passò 210 yard con due touchdown.
La terza vittoria stagionale per i Browns giunse nella settimana 12 contro i Pittsburgh Steelers: Weeden passò 158 yard con un touchdown e un intercetto. La domenica successiva Cleveland vinse la seconda gara consecutiva col record di yard passate in carriera dal rookie (364), un passaggio da touchdown per Josh Gordon e due intercetti. La terza gara vinta consecutivamente dai Browns contro i Kansas City Chiefs fu la loro serie positiva più lunga dal 2009. Weeden contribuì con 230 yard passate, senza touchdown e intercetti.
La serie positiva di Cleveland si concluse contro i Washington Redskins nella settimana 15 con Weeden che passò 244 yard, un touchdown e due intercetti. A causa di un infortunio il giocatore non prese parte all'ultima gara di stagione regolare, concludendo così la sua annata da rookie con 3.385 yard, 14 touchdown e 17 intercetti.

#### 2013
Il 20 agosto 2013, Weeden fu nominato quarterback titolare dei Browns per l'imminente stagione, battendo la concorrenza di Jason Campbell. La prima gara non fu tuttavia incoraggiante, col quarterback che subì tre intercetti (con un touchdown) e sei sack nella sconfitta coi Miami Dolphins. Nella seconda gara i Browns furono ancora sconfitti e Weeden si infortunò a un pollice nel finale di partita, venendo costretto a saltare la gara successiva, venendo sostituito da Brian Hoyer. I Browns decisero di schierare Hoyer come titolare anche nella settimana 4, questa volta per scelta tecnica, e questi condusse la squadra alla seconda vittoria consecutiva. Quando ormai Weeden sembrava destinato al ruolo di riserva, Hoyer si ruppe il legamento crociato all'inizio della gara della settimana 5 contro i Buffalo Bills, terminando così la sua stagione. Brandon subentrò al suo posto e condusse i Browns alla terza vittoria consecutiva completando 13 passaggi su 24 tentativi per 193 yard e un touchdown, senza subire intercetti. La serie positiva della squadra si interruppe nella settimana 6, in cui il quarterback passò 292 yard e due touchdown ma subì due pesanti intercetti nella sconfitta coi Detroit Lions. I Browns persero anche la settimana seguente contro i Green Bay Packers, un match in cui Brandon completò solamente 17 passaggi su 42, con un touchdown e un intercetto. Dopo quest'altra prestazione negativa di Weeden, Jason Campbell fu nominato titolare nella gara della settimana 8. Brandon tornò a vedere il campo nella settimana 12 quando Campbell fu costretto ad uscire per un infortunio, non riuscendo a guidare la squadra alla rimonta sugli Steelers. A causa di tale infortunio del compagno, Weeden fu nominato titolare per la gara della domenica successiva contro i Jaguars in cui passò 370 yard, tre touchdown e due intercetti nella sconfitta, subendo anche una commozione cerebrale.
Il 12 marzo 2014 Weeden fu svincolato dai Browns.

### Dallas Cowboys
Il 17 marzo 2014 Weeden firmò un contratto biennale coi Dallas Cowboys, come riserva del titolare indiscusso Tony Romo. Nel Monday Night Football della settimana 8 contro i Washington Redskins rilevò Romo, dolorante alla schiena, nel terzo periodo, completando quattro passaggi su sei e lanciando un touchdown. Romo tornò in campo nel finale di gara dopo un'iniezione di antidolorifici, ma Dallas fu superata a sorpresa ai supplementari. La settimana successiva però, Romo non riuscì ad allenarsi, a causa di due fratture a un processo trasverso, così Brandon fu nominato come titolare per la gara della settimana 9 contro i Cardinals, in cui passò 183 yard, un touchdown e subì due intercetti nella sconfitta.
Nella seconda gara della stagione 2015, Romo si ruppe una clavicola e Weeden, entrato al suo posto, completò tutti i sette passaggi tentati, incluso un touchdown da 42 yard per Terrance Williams, guidando la squadra alla vittoria sugli Eagles. Partito come titolare nel terzo turno contro i Falcons, nonostante una buona prova, non riuscì ad evitare la prima sconfitta alla propria squadra. Rimase titolare fino al quinto turno senza mai riuscire a vincere, finché non gli venne preferito il neo acquisto Matt Cassel. Il 17 novembre 2015 fu svincolato.

### Houston Texans
Il 18 novembre 2015, Weeden firmò con gli Houston Texans. La squadra si presentò alla partita della settimana 15 contro i Colts, decisiva per la vittoria della division e l'accesso ai playoff, col secondo quarterback T.J. Yates. Quando questi si infortunò a un ginocchio durante una corsa, Weeden subentrò al suo posto con la squadra in svantaggio per 10-0, guidandola a segnare tre field goal e un touchdown per il 16-10 finale. Fu la prima vittoria della storia della franchigia di Houston ad Indianapolis: in precedenza aveva perso in tutte le tredici occasioni giocate. Sette giorni dopo, i Texans batterono i Titans segnando un massimo stagionale di 36 punti, con Weeden che passò per 200 yard, due touchdown e segnò il primo su corsa in carriera. Malgrado le due prestazioni positive, per l'ultima partita della stagione regolare tornò ad essere nominato titolare il ristabilito Brian Hoyer.
Il 1 aprile 2016 Weeden firmò con i Texans un prolungamento di contratto di due anni. Il 2 settembre 2017 fu svincolato.

### Tennessee Titans
Il 3 ottobre 2017, Weeden firmò con i Tennessee Titans dopo l'infortunio di Marcus Mariota.

## Statistiche
| Year   | Squadra | P  | PT | Passaggi | Passaggi | Passaggi | Passaggi | Passaggi | Passaggi | Passaggi | Passaggi | Corse | Corse | Corse | Corse | Sack | Sack | Fumble | Fumble |
| Year   | Squadra | P  | PT | Ten      | Comp     | %        | Yard     | Media    | TD       | Int      | Rat      | Ten   | Yard  | Media | TD    | Sack | YP   | Fum    | Persi  |
| ------ | ------- | -- | -- | -------- | -------- | -------- | -------- | -------- | -------- | -------- | -------- | ----- | ----- | ----- | ----- | ---- | ---- | ------ | ------ |
| 2012   | CLE     | 15 | 15 | 517      | 297      | 57.4     | 3385     | 6.5      | 14       | 17       | 72.6     | 27    | 111   | 4.1   | 0     | 28   | 186  | 6      | 1      |
| 2013   | CLE     | 8  | 5  | 267      | 141      | 52.8     | 1731     | 6.5      | 9        | 9        | 70.3     | 12    | 44    | 3.7   | 0     | 27   | 180  | 6      | 2      |
| 2014   | DAL     | 5  | 1  | 41       | 24       | 58.5     | 303      | 7.4      | 3        | 2        | 85.7     | 6     | -1    | -0.2  | 0     | 1    | 9    | 1      | 0      |
| 2015   | DAL     | 4  | 3  | 98       | 71       | 72.4     | 738      | 7.5      | 2        | 2        | 92.7     | 9     | 30    | 3.3   | 0     | 2    | 12   | 0      | 0      |
| 2015   | HOU     | 2  | 1  | 42       | 26       | 61.9     | 305      | 9.2      | 3        | 0        | 107.7    | 7     | 17    | 4.1   | 1     | 2    | 15   | 0      | 0      |
| Totale | Totale  | 34 | 25 | 965      | 559      | 57.9     | 6462     | 6.7      | 31       | 30       | 76.0     | 61    | 201   | 3.3   | 1     | 66   | 452  | 13     | 3      |